# Park Narodowy Las Orquídeas
Park Narodowy Las Orquídeas (hiszp. Parque nacional natural Las Orquídeas) – park narodowy w Kolumbii położony w departamencie Antioquia. Został utworzony 22 marca 1974 roku i zajmuje obszar 287,53 km². W 2008 roku został zakwalifikowany przez BirdLife International jako ostoja ptaków IBA.

## Opis
Park obejmuje zachodnie zbocza Kordyliery Zachodniej na wysokościach od 350 do 3400 m n.p.m. Znajdują się tu liczne rzeki takie jak m.in.: Chaquenodá, Jengamecodá, Calles i Venados. Większą część parku pokrywa wilgotny las równikowy i tropikalny wilgotny las górski. W niewielkiej północnej części występuje paramo. W parku rośnie około 200 gatunków storczyków (orchidei) stąd jego nazwa. Znajdują się tu dwa rezerwaty rdzennych mieszkańców z ludu Embera-Katíos. 
Średnia roczna temperatura w parku wynosi w zależności od wysokości od +4 °C do +26 °C, a średnie roczne opady od 2000 do 3000 mm.

## Flora
W parku zarejestrowano 3493 gatunki roślin. Rosną tu krytycznie zagrożona wyginięciem (CR) Zamia wallisii, zagrożone wyginięciem (EN) Magnolia lenticellata, Guzmania betancurii, Cremastosperma dolichocarpum i Miconia antioquiensis, narażone na wyginięcie (VU) Dracula velutina i Dracula posadarum, a także m.in.: Hogenbergia andina, Columnea fractiflexa, Columnea figueroae, Drymonia especie, Heliconia combinata, Heliconia fragilis, Psittacanthus microphyllus, Cyrtochilum betancurii, Epidendrum aguirrei, Dracula chimaera, Masdevallia mandarina, Lycaste schilleriana, Lepanthes fibulifera, Miltoniopsis vexillaria, Podocarpus oleifolius, Puya antioquensi.

## Fauna
W parku odnotowano 218 gatunków ssaków. Są to zagrożony wyginięciem (EN) czepiak czarnoręki, narażone na wyginięcie (VU) andoniedźwiedź okularowy, ponocnica lemurowata i kapucynka czarno-biała, a także m.in.: wyjec rudy, tamaryna czarnolica, mazama ruda, jaguar amerykański, ocelot nadrzewny, hirara amerykańska, paka nizinna, aguti środkowoamerykański, pekariowiec obrożny, wydrak długoogonowy.
Z ptaków występują tu krytycznie zagrożona wyginięciem (CR) kusaczka oliwkowa, zagrożony wyginięciem (EN) elfik zielony, narażone na wyginięcie (VU) tanagra czarno-złota i tanagra złotołbista, a także m.in.: tęczanka wspaniała, pieprzojad szmaragdowy, rudzianka wielka, andobławatnik oliwkowy, tyranulek brunatny i szmaragdolotka andyjska.